# Henry Grattan
Henry Grattan (Dublín, 3 de julio de 1746-Londres, 6 de junio de 1820) fue un miembro de la Cámara Irlandesa de los Comunes y un defensor de la libertad legislativa del Parlamento Irlandés a finales del siglo XVIII. Se opuso al Acta de Unión que fusionaba los reinos de Irlanda y Gran Bretaña.

## Juventud y primeros años
Grattan nació en Fishamble Street, Dublín y fue bautizado en la cercana iglesia de San Juan Evangelista.
Miembro de la élite anglo-irlandesa y de la Iglesia de Irlanda, Grattan era hijo de James Grattan y Mary, la hija más joven de Sir Thomas Marley, que desempeñó importantes cargos en la administración inglesa en Irlanda. Henry Grattan estudió en el Trinity College, donde pronto destacó como un brillante estudiante y donde comenzó el estudio de la literatura clásica, especialmente en los oradores de la Antigüedad. Al igual que su amigo Henry Flood, Grattan desarrolló su elocuencia basándose en modelos como el Vizconde de Bolingbroke y Junius. Aunque concluyó sus estudios en el King's Inns nunca llegó a ejercer como abogado, sino que se orientó a la política influenciado por su amigo Flood. Entró a formar del Parlamento Irlandés como diputado por Charlemont en 1775, con el apoyo de Charlemont y pronto reemplazó a Flood en el liderazgo del partido, gracias en parte a sus habilidades oratorias.

## En el Parlamento Irlandés
Católicos y Presbiterianos - que constituían en conjunto la mayoría de la población de Irlanda - estaban completamente excluidos de la vida pública por las leyes penales, en vigor en Irlanda entre 1691 y comienzos de la década de los 80. El Virrey y la élite anglicana de la Iglesia de Irlanda eran quienes tomaban todas las decisiones políticas.
Los políticos del partido nacional encabezaban la lucha por un Parlamento Irlandés, no con la intención de liberar a la mayoría católica, sino para liberar al Parlamento de su vinculación al Consejo Privado. En virtud de la Ley de Poyning, decretada por Enrique VII de Inglaterra, toda la legislación irlandesa debía ser autorizada por el Consejo Privado antes de ser presentada al Parlamento; una vez allí, el Parlamento podía aprobarla o rechazarla, pero no enmendarla.
Actas británicas más recientes habían vuelto a poner énfasis en la completa dependencia del Parlamento Irlandés, ya la apelación a la Cámara Irlandesa de los Lores había sido anulada. Aún más, las Cámaras Británicas reclamaban el poder de legislar directamente para Irlanda sin ni siquiera convocar al Parlamento de Dublín. Esta fue la situación que William Molyneux y Jonathan Swift habían denunciado, que Flood había atacado y que Grattan iba a destruir, convirtiéndose en los líderes del movimiento Patriota.

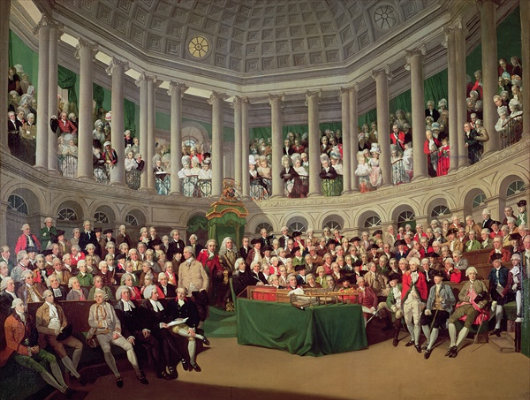
La Cámara Irlandesa de los Comunes, obra de Francis Wheatley (1780) muestra a Grattan (a la derecha, con chaqueta roja) dirigiéndose a la Cámara.

La actitud amenazante mostrada por la Convención de los Voluntarios Irlandeses en Dungannon influyó de manera importante la Constitución de 1782 de no soportar más la agitación. El 16 de abril de 1782, Grattan cruzó entre las filas de los voluntarios concentrados en el exterior del Parlamento Irlandés entre grandes muestras de entusiasmo popular, para proclamar la independencia del Parlamento Irlandés. "Encontré a Irlanda de rodillas", exclamó Grattan, "la miré con atención paternal; he trazado su progreso de las injurias a las armas, y de las armas a la libertad. Espíritu de Swift, espíritu de Molyneux, ¡vuestro genio ha prevalecido! ¡Irlanda es ahora una nación!" Tras un mes de negociaciones, las reivindicaciones irlandesas fueron atendidas. La gratitud de sus paisanos quedó demostrada mediante una donación de 100.000 libras del parlamento, de las que Grattan sólo aceptó 50.000.
Grattan solicitó entonces a la Cámara de los Comunes que confirmara la decisión del gobierno de Londres, y el 22 de enero de 1783, la propuesta final fue aprobada por el Parlamento en Londres, incluyendo el texto:
 Que conste en acta que el derecho reclamado por el pueblo de Irlanda de ser obligado sólo por leyes emitidas por su Majestad y el Parlamento de ese reino en cualquier caso, se declara establecido para siempre, y nunca será cuestionado ni cuestionable 
En septiembre de ese mismo año, Grattan se convirtió en miembro del Consejo Privado de Irlanda, del que fue expulsado en 1798 y readmitido en 1806

## El "Parlamento de Grattan"
Uno de los primeros actos del parlamento de Grattan fue probar su lealtad a la Constitución mediante la aprobación del voto para el sustento de 20.000 marinos. Grattan era leal a la corona y a Inglaterra. Sin embargo, estaba ansioso por reformas parlamentarias moderadas y, a diferencia de Flood, apoyó la Emancipación católica. Era evidente que sin reformas la Cámara de los Comunes Irlandesa no iba a ser capaz de sacar partido de su recién ganada independencia. Aunque libres ahora del control constitucional, el parlamento irlandés estaba aún sometida a la influencia de la corrupción y de los altos cargos de la administración inglesa. El Parlamento de Grattan no controlaba al poder ejecutivo irlandés. El Lord Teniente y su Secretario Jefe seguían siendo nombrados por ministros ingleses; su ejercicio del cargo dependía de las vicisitudes de la política inglesa, no de la irlandesa; las prerrogativas reales eran ejecutadas siguiendo los consejos de los ministros ingleses.
La Cámara de los Comunes no representaba al pueblo irlandés, en una época en la que la democracia era un fenómeno extraño en Europa. La mayoría de la población estaba excluida, bien por su condición de Católicos, bien por Presbiterianos; dos tercios de los miembros del parlamento correspondían a pequeñas poblaciones cuyos caciques les apoyaban a cambio de pensiones y títulos. La presión de Grattan en favor de la reforma iba a proporcionar estabilidad a la nueva situación. Grattan apoyó la propuesta de Pitt el Joven para establecer el libre mercado entre Gran Bretaña e Irlanda, aunque la oposición de las clases mercantiles británicas diera al traste con el proyecto; igualmente, apoyó al gobierno inglés para la aprobación y aplicación de la legislación contra los Whiteboys en 1785. Sin embargo, a medida que el tiempo pasaba sin que se aprobaran medidas para la reforma parlamentaria irlandesa, Grattan fue acercándose progresivamente a la oposición, reclamando la conmutación del diezmo en Irlanda y apoyando a los Liberales en la cuestión de la regencia en 1788. En 1790, Grattan ganó el escaño por Dublín y consiguió llevar adelante una Ley que concedía derechos políticos a los Católicos; en 1794, junto a William Posonby, presentó un proyecto de ley menos democrático incluso que la propuesta de Flood de 1783. Estaba tan ansioso como Flood por conseguir que el poder legislativo quedara en manos de las clases propietarias ya que mantenía la fuerte convicción de que la democracia acabaría transformándose en anarquía. Por la misma época comenzó a trabajar en que la clase propietaria católica pudiera optar a formar parte de la Cámara de los Comunes, lógico corolario a la Ley de 1792.
La derrota de las propuestas moderadas de Grattan contribuyó a radicalizar a la opinión pública, entre la que estaba empezando a dejarse sentir el influjo de las ideas revolucionarias que venían de Francia. La cuestión católica se había convertido en trascendental, y cuando una poderosa sección de los Liberales pasó a formar parte del gobierno de Pitt en 1794 y se hizo pública la noticia del nombramiento de William Fitzwilliam, hombre políticamente cercano a Grattan, como Lord Teniente, aumentaron las expectativas de los católicos de que el asunto se resolviera satisfactoriamente. Fitzwilliam encargó a Grattan entonces la elaboración de un proyecto de ley de emancipación, que sería apoyado por el gobierno. Sin embargo, en febrero de 1795, Fitzwilliam fue relevado de su cargo, en medio de la indignación y posterior descontento popular. Grattan se comportó con moderación y lealtad, lo que le valió el reconocimiento del gobierno inglés.
Sin embargo, este gobierno, influenciado sin duda por el rey, estaba decidido ahora a denegar cualquier demanda católica, lo que puso a Irlanda al borde de la rebelión. Grattan advirtió al gobierno de la caótica situación en la que se encontraba el país. Sus apoyos en la Cámara de los Comunes se habían visto reducido apenas a 40 partidarios, y sus palabras no fueron escuchadas. Como protesta, Grattan abandonó el parlamento en mayo de 1797 y, abandonando su tradicional moderación, escribió una incendiaria "Carta" dirigida a los ciudadanos de Dublín en la que atacaba al gobierno.

## Rebelión y Unión
El odio popular hacia la élite anglicana de Irlanda había llegado a tal punto que hombres de diferentes religiones estaban dispuestos a unirse contra ella. Los presbiterianos del norte, de orientación republicana se habían unido con algunos católicos para formar la Sociedad de los Irlandeses Unidos, cuyo objetivo era promover las ideas revolucionarias llegadas desde Francia; pronto se iniciaron los preparativos para la invasión francesa. Este proceso culminó con el estallido de la Rebelión del 98, encabezada por Wolfe Tone. La rebelión conjunta de católicos y presbiterianos en el Ulster se vio pronto oscurecida por las masacres de protestantes llevadas a cabo por los rebeldes católicos de Wexford. Grattan fue cruelmente retratado como líder rebelde por su visión liberal y su oposición a la unión política con Gran Bretaña.
Casi de manera inmediata, el gobierno de Pitt recuperó el proyecto de unión de los Parlamentos británico e irlandés, que había sido objeto de discusión desde principios de siglo. Grattan denunció inmediatamente el proyecto, pero la suerte estaba echada. Además, como consecuencia de las matanzas de protestantes en Wexford, los presbiterianos del Ulster decidieron aliarse con los anglicanos, formando lo que llegaría a ser el Unionismo. Esto ocasionó la ruptura de la isla en dos facciones hostiles. Curiosamente, fueron los miembros de la Orden de Orange los que más se opusieron a la Unión, en tanto que la actitud católica fue mayoritariamente favorable a la medida, ya que se esperaba que la emancipación católica, la conmutación del diezmo y el sustento del clero católico acompañarían en breve a esta Unión.
Cuando en 1799 el gobierno inglés presentó su proyecto de ley, este fue rechazado por la Cámara de los Comunes. Grattan estaba por aquel entonces retirado; su popularidad había caído, y el hecho de que sus ideas y palabras hubieran sido utilizadas por los Irlandeses Unidos durante la rebelión, le habían hecho caer en desgracia ante las clases gobernantes. Había sido despedido del Consejo Privado; su retrato, retirado del hall del Trinity College. Sin embargo, la proyectada destrucción de la Constitución de 1782 le granjeó nuevamente el afecto del pueblo irlandés.
Tras el rechazo inicial a la Ley de Unión, el gobierno inglés se dedicó a comprar los apoyos necesarios para lograr su aprobación, y el 15 de enero de 1800 dio comienzo la última sesión del Parlamento Irlandés. Grattan apareció a última hora, recibiendo el aplauso de los presentes. Los debates se prolongaron durante varios meses. El 26 de mayo Grattan se dirigió por última vez al parlamento irlandés, en un discurso donde sus últimas palabra fueron: «Permaneceré anclado aquí con fidelidad a las fortunas de mi país, fiel a su libertad, fiel a su caída».
El proyecto de Unión fue aprobado por una amplia mayoría. Uno de los principales motivos de oposición para Grattan era el miedo a que el poder político en Irlanda dejara de estar en manos de las clases propietarias; y profetizó que llegaría un día en que Irlanda enviaría al nuevo parlamento unificado a un centenar de los mayores granujas del reino. Al igual que su antecesor Flood, Grattan no mostraba inclinación alguna hacia la democracia, advirtiendo que el desplazamiento del centro de interés político fuera de Irlanda intensificaría el absentismo.

## En el Parlamento Británico
Durante los cinco años siguiente, Grattan no tomó parte activa en la vida pública, y no sería hasta 1805 en que se convirtió en miembro del Parlamento del Reino Unido por Malton. Tomó asiento modestamente en los bancos posteriores, hasta que Charles James Fox le situó más adelante, exclamando que "Este no es lugar para el Demóstenes irlandés". Su primer discurso versó acerca de la cuestión católica y hubo acuerdo unánime acerca de la brillantez de su intervención. Cuando Fox y William Grenville llegaron al poder en 1806 ofrecieron a Grattan, por aquel entonces diputado por la ciudad de Dublín, un puesto en el gobierno, que rechazó. Durante el año siguiente, demostró su fuerza y carácter apoyando la concesión de más poderes al ejecutivo para sofocar los desórdenes en Irlanda, pese a lo impopular de la medida en su país. Pese a su avanzada edad, continuó defendiendo con ahínco Emancipación de los católicos pese a que en 1808 la cuestión se complicó tras plantearse la posibilidad de que la corona pudiera tener derecho a veto en el nombramiento de obispos.
Grattan apoyó esta medida, pero la estrella ascendiente de Daniel O'Connell, líder de una facción más radical de la política irlandesa, precipitó el ocaso político de Grattan. Apenas intervino en el parlamento tras 1810, con la excepción de 1815 cuando apoyó la lucha contra Napoleón frente al voto del Partido Whig. Pronunció su último discurso en 1819, en el que se refirió a la Unión contra la que había luchado. Sus sentimientos acerca de esta unión permanecían inalterados; pero, una vez consumado el matrimonio, la tarea y la inclinación de cada uno debería ser conseguir que este fuera lo más fructífero, beneficioso y ventajoso posible.

## Muerte y legado

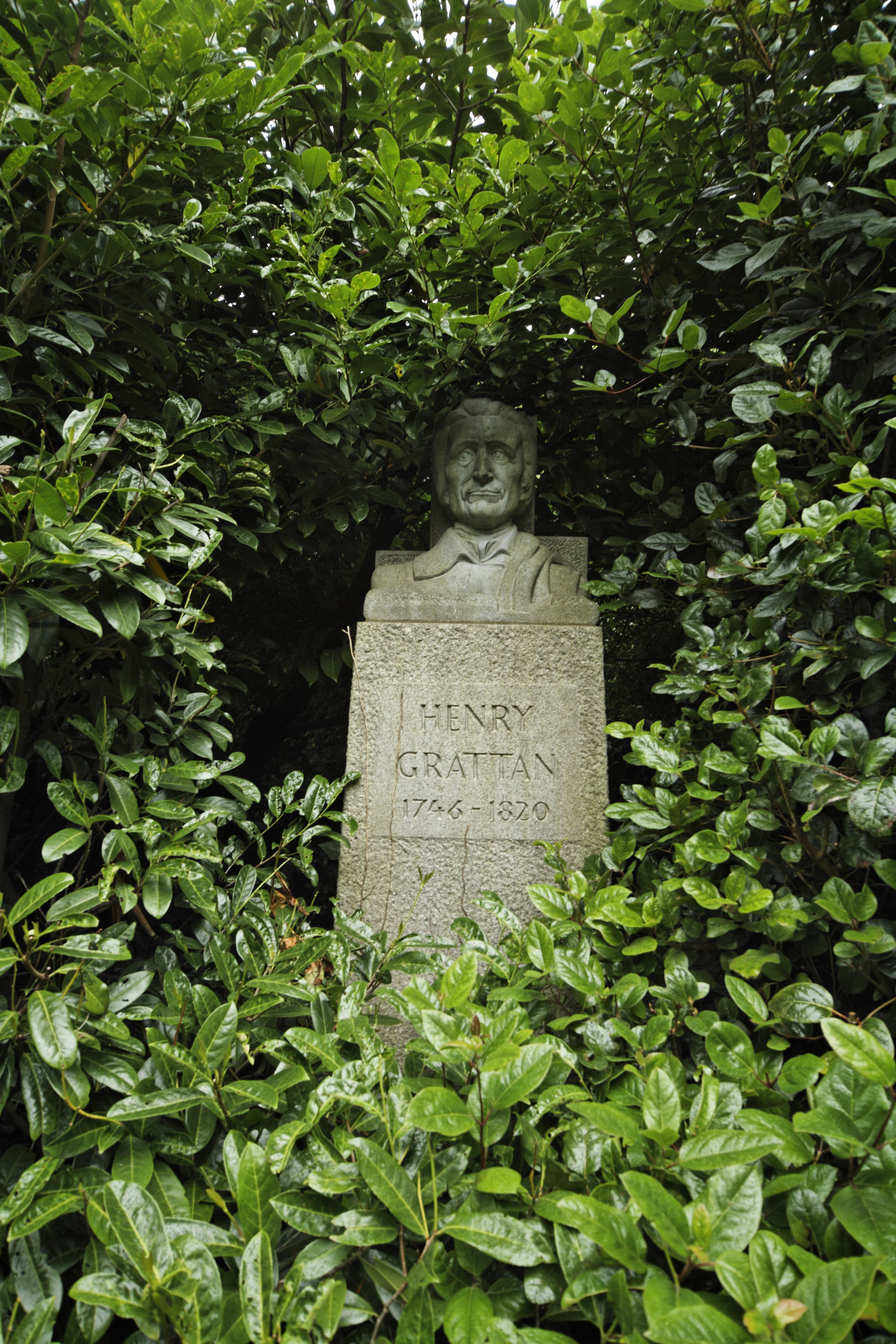
Escultura, Merrion Square, Dublín. – Henry Grattan (3 de julio de 1746 - 6 de junio de 1820)

Al verano siguiente, tras cruzar desde Irlanda a Londres, Grattan cayó gravemente enfermo. En su lecho de muerte, tuvo generosas palabras para Robert Stewart, vizconde de Castlereagh, y un cálido recuerdo para su antiguo rival Flood. Falleció en 6 de junio de 1820 y fue enterrado en la Abadía de Westminster junto a las tumbas de Pitt y Fox. Su estatua se levanta en el exterior de las Casas del Parlamento en Westminster. Había contraído matrimonio con Henrietta Fitzgerald, de los Fitzgerald de Desmond, en 1782, con la que había tenido dos hijos y dos hijas.
Grattan fue un gran hombre de estado y uno de los mayores oradores irlandeses. Su patriotismo queda fuera de toda duda, y siempre se mostró como un hombre valiente y sin miedo a tomar partido por causas impopulares cuando creía que debía hacerlo. Como dijo Sydney Smith poco después de su muerte: "Ningún gobierno le desanimó nunca. El mundo no pudo sobornarle. Sólo pensaba en Irlanda, no vivía con ninguna otra meta; a ella le dedicó su hermosa imaginación, su elegante ingenuo, su valentía y todo el esplendor de su asombrosa elocuencia."
El edificio que acoge la facultad de Derecho y Ciencias Políticas de Dublín ha sido nombrado en su honor.

### Moderna
- Mansergh D. Grattan's failure Parliamentary Opposition and the People in Ireland (2005) Irish Academic Press[2] ISBN 0-7165-2815-0
- McDowell R.B. Grattan A Life (2001) Lilliput Press ISBN 1-901866-72-6
- Kelly J. Henry Grattan (1993) Dundalgan Press

### Antigua
- Henry Grattan jnr. Memoirs of the Life and Times of the Right Hon. H. Grattan Vol. 1Vol.2(5 vols., London, 1839-1846);
- Grattan's Speeches (ed by H. Grattan, junr., 1822);

Irish Part. Debates; WEH Lecky, History of England in the Eighteenth century (8 vols., London, 1878-1890) y Leaders of Public Opinion in Ireland (edición ampliada, 2 vols., 1903).

Para la controversia acerca del relevo de Lord Fitzwilliam véase Lord Rosebery, Pitt (London, 1891); Lord Ashbourne, Pitt: Some Chapters of his Life (London, 1898); The Pelham Papers (Brit. Mus. Add. Manuscripts 33118); Carlisle Correspondence; Beresford Correspondence; Stanhope Miscellanies; for the Catholic question, W Anshurst, History of Catholic Emancipation (2 vols., London, 1886); Sir Thomas Wyse, Historical Sketch of the late Catholic Association of Ireland (London, 1829); W. J. MacNeven, Pieces of Irish History (New York, 1807) containing an account of the United Irishmen; for the volunteer movement Thomas MacNevin, History of the Volunteers of 1782 (Dublin, 1845); Proceedings of the Volunteer Delegates of Ireland 1784 (Anon. Pamph. Brit. Mus.).
Ver también F Hardy, Memoirs of Lord Charlemont (London, 1812); Warden Flood, Memoirs of Henry Flood (London, 1838); Francis Plowden, Historical Review of the State of Ireland (Londres, 1803); Alfred Webb, Compendium of Irish Biography (Dublín, 1878); Sir Jonah Barrington, Rise and Fall of the Irish Nation (Londres, 1833); WJ O'Neill Daunt, Ireland and her Agitators; Lord Mountmorres, History of the Irish Parliament (2 vols., Londres, 1792); Horace Walpole, Memoirs of the Reign of George III (4 vols., Londres, 1845 and 1894); Lord Stanhope, Life of William Pitt (4 vols., Londres, 1861); Thomas Davis, Life of JP Curran (Dublin, 1846) this contains a memoir of Grattan by DO Madden, and Grattan's reply to Lord Clare on the question of the Union; Charles Phillips, Recollections of Curran and some of his Contemporaries (Londres, 1822); JA Froude, The English in Ireland (London, 1881); JG McCarthy, Henry Grattan: an Historical Study (Londres, 1886); Lord Mahon's History of England, vol. vii. (1858). Para la cuestión de la Unión, véase la correspondencia de Castlereagh, Cornwallis y los Correspondence; Westmorland Papers (Irish State Paper Office).